# Consultatio veteris cuiusdam iurisconsulti
Die sogenannte consultatio veteris cuiusdam iurisconsulti (verkürzt: consultatio, abgekürzt: Cons.) ist eine mutmaßlich um 450 n. Chr. im weströmischen Gallien entstandene Schriftensammlung von Rechtsgutachten und Bescheiden Rechtsgelehrter (Juristenliteratur). Über den Verfasser des Werks ist nichts bekannt.
Die Zusammenstellung wird gemeinhin dem nachklassischen Recht zugerechnet. Gesellschaftspolitische Bedeutung kommt ihr insoweit zu, als sie mit den allgemeinen Entwicklungen in der Spätantike Schritt zu halten versucht. Unter Kaiser Diokletian eingesammeltes Rechtsgedankengut wird mit der consultatio in die posttheodosianische Rechtswirklichkeit transformiert. Der Name der Sammlung geht auf Jacques Cujas zurück, der als bedeutender neuzeitlicher Experte für das römische Recht gilt. Auf seiner Edition beruhen spätere Forschungen.

## Bedeutung
Die Sammlung unterscheidet sich formal und inhaltlich etwas von anderen spätantiken Privatwerken. Grundsätzlich war es üblich, dass zumeist Bescheide (responsa) ein Werk einrüsteten. Die consultatio verpflichtete sich im Kern dem Gerichtsvortrag und richtete sich auf die für den Prozess nötige Rhetorik und Argumentation aus. Die aufgeworfenen Rechtsfragen werden teils aus dem Blickwinkel eines fiktiven Sachwalters problematisiert, teils kommentiert sie der Verfasser selbst. Unterlegt werden die Argumente entweder durch angewandtes klassisches Recht (iura), oder durch Herleitungen aus bestehenden Konstitutionen (leges). Ziel war die Vorbereitung auf einen kraftvollen juristischer Vortrag. Abweichend war der Aufbau insoweit, als andere Werke eher autoritativ geprägt waren, weil die richterliche Belehrung im Vordergrund stand.
Große Bedeutung für die heutige Rechtsgeschichte hatte der Erlass des Codex Theodosianus im Jahr 438 n. Chr. Er leitete eine temporäre Zeitenwende insoweit ein, als ihm historisch nachlaufende Werke als post-theodosianisch bezeichnet wurden. Neben der Consultatio waren das etwa die Constitutiones Sirmondianae oder die leges novellae. Erst mit Justinian I. erhielt das römische Recht nochmals eine neue Orientierung, weil er alles gültige Recht final zusammenfassen ließ.
Zur Verbreitung der Consultatio gibt es nur eine Meldung, die von Antoine Loisel aus dem 17. Jahrhundert stammt. Wahrscheinlich schrieb er sie aus einer einzigen vorhandenen Handschrift ab. Informiert sind wir auch darüber, dass der französische Kirchenreformer und Heilige Ivo von Chartres die Sammlung im 11./12. Jahrhundert verwendet haben soll. Den vielen als Begründer einer „historischen Schule“ des römischen Rechts – nicht zu verwechseln mit der Historischen Rechtsschule des 19. Jahrhunderts – geltende französische Rechtsgelehrte Jacques Cujas erreichte um 1563 eine Handschrift der Sammlung. Er edierte sie unter dem Titel veteris cuiusdam iurisconsulti consultatio. Mit dieser Veröffentlichung fiel einiges Licht auf spezifische Besonderheiten der Schrift aus der Praxis. Bei diversen Gesetzesstellen und Rechtshinweisen wurde deutlich, dass aktuell schwebende Verfahren abgearbeitet wurden und die Praxis für zukünftige Gerichtsverfahren festgelegt wurde. 
Wer der/die Verfasser der an Advokaten (causidici) gerichteten Bescheide waren und welchen Rechtsschulen sie angehörten, ist heute ungewiss. Inhaltlich werden Belegstellen aus zwei zusammengefassten Corpora zusammengeführt, dem diokletianischen Codex Hermogenianus und den pseudopaulinischen Sentenzen. Die Belege aus dem Codex entstammten dem originären Werk, die Belege aus den Sentenzen waren derivativ, da sie aus Florilegien entnommen waren. Aber auch Belege aus den Kodizes Gregorianus und Theodosianus werden angeführt. Die Anspruchshaltung der Verfasser passte sich insgesamt an die allgemein einhergehende Simplifizierung des Rechts an.